# Monnina humahuaquensis
Monnina humahuaquensis är en jungfrulinsväxtart som beskrevs av Grondona. Monnina humahuaquensis ingår i släktet Monnina och familjen jungfrulinsväxter. Inga underarter finns listade i Catalogue of Life.